# Brezovička

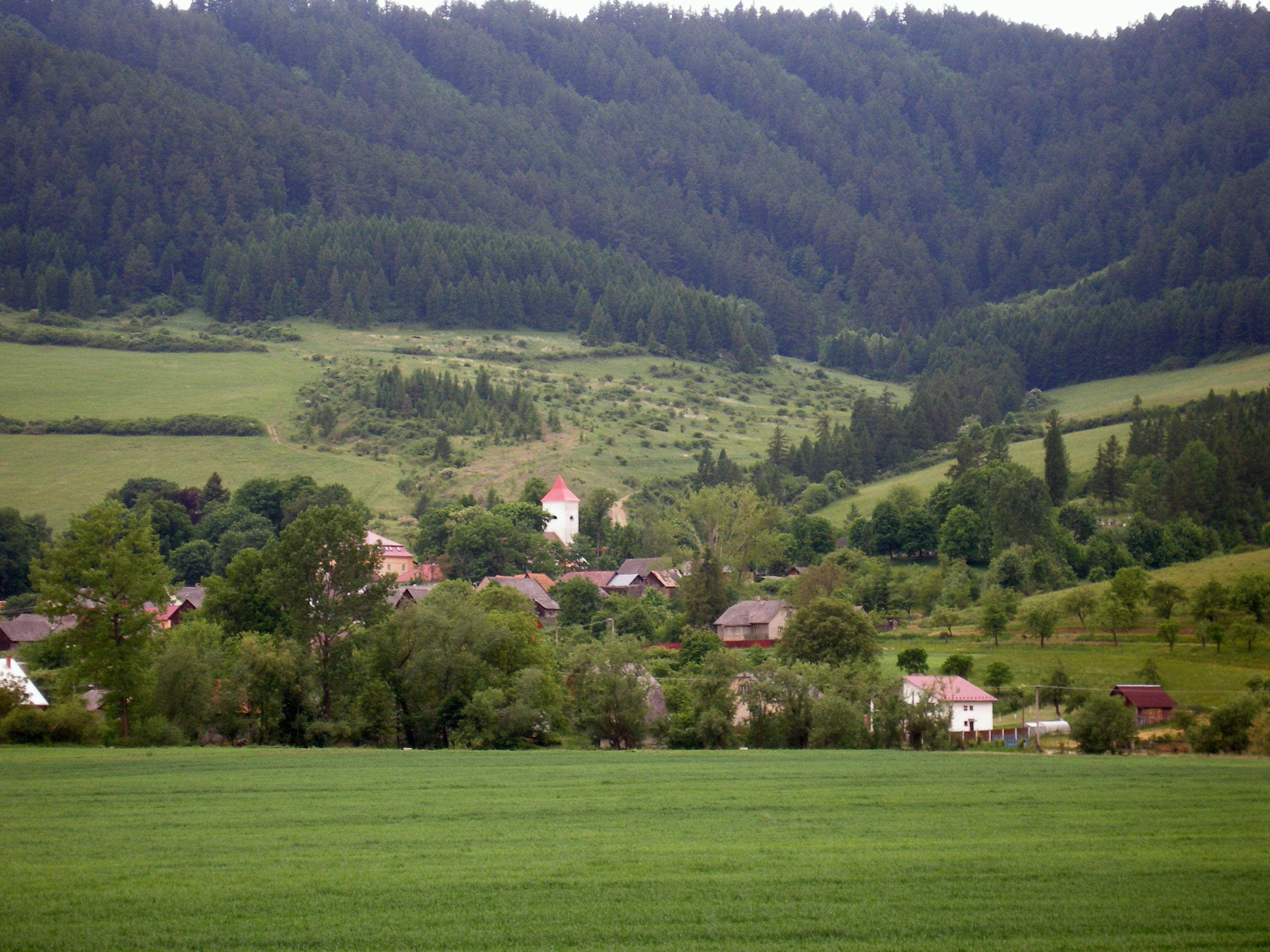
Brezovička

Brezovička (Hongaars: Hámbor) is een Slowaakse gemeente in de regio Prešov, en maakt deel uit van het district Sabinov.
Brezovička telt 423 inwoners.